# Jakob Wilhelm Speyerer

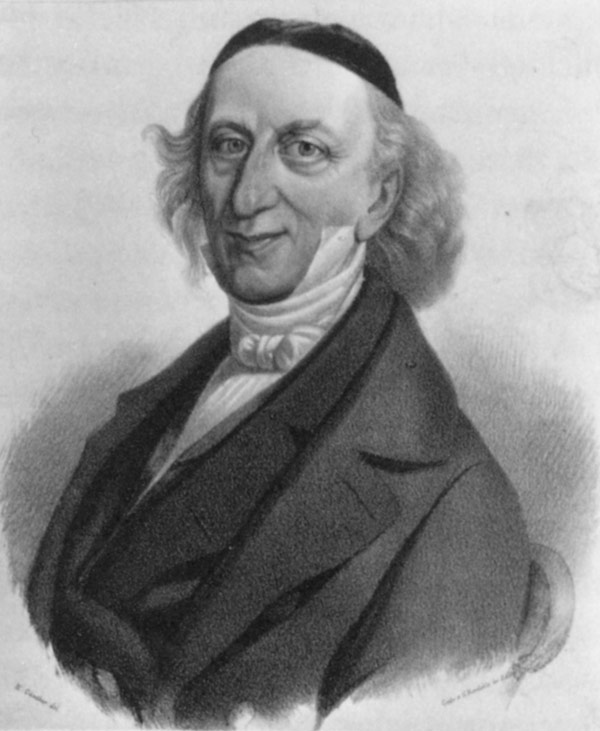
Jakob Wilhelm Speyerer, Lithographie von G. Bordollo nach einer Zeichnung von H. Günther

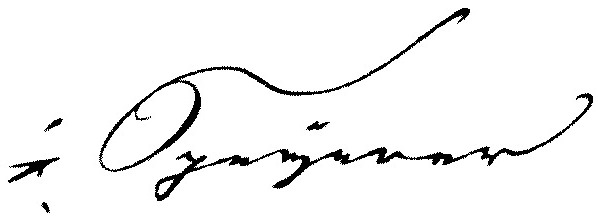
Signatur Jakob Wilhelm Speyerers

Jakob Wilhelm Speyerer (auch Jacob Wilhelm Speyerer; * 23. August 1789 in Frankenthal; † 13. Februar 1876 in Heidelberg) war ein badischer, seit 1871 deutscher, Unternehmer, Erster Bürgermeister von Heidelberg, Abgeordneter der zweiten Kammer der badischen Ständeversammlung und Mitglied deren Budgetausschusses, Mitglied des Vorparlaments und badischer Abgeordneter im Erfurter Unionsparlament.

## Leben

### Wirken als Unternehmer
Er war der Sohn des Woll- und Tuchfabrikanten und Kaufmanns sowie Hofkammerrats Johann Jakob Speyerer aus Frankenthal (1739–1815) und dessen zweiter Ehefrau Justine Margarethe, geb. Braun († 1829), und trat 1815 als Teilhaber in die Lohgerberei auf dem bei Ziegelhausen am Neckar gelegenen Haarlaß ein, den sein Vater nach Verlust seiner linksrheinischen Besitztümer infolge von Rechtsstreitigkeiten und der französischen Revolution 1793 erworben hatte. Die vom Vorbesitzer dort gegründete Lohgerberei betrieb der ältere Speyerer nicht selbst, sondern verpachtete sie an den Heidelberger Gerber Johann Peter Werle (1755–1804). Als dessen Sohn und Nachfolger Peter F. Werle (1802–1829) schwer erkrankte, übernahm der junge Speyerer die Geschäftsführung 1820 zunächst allein und führte sie, seit 1847 mit seinem Neffen Johann Heinrich Friedrich Werle (1816–1885), bis er sich 1856 aus Altersgründen zurückzog und sie mangels eines männlichen Leibeserben an diesen und Heinrich Bohrmann (1836 oder 1837–1921), den Ehemann seiner Enkelin Ida, geb. Meier (1840–1903), übergab.  Am 19. Mai 1817 hatte er seine Cousine Justine Dorothea Werle (1800–1873) geheiratet, die Tochter Johann Peter Werles aus seiner Ehe mit Marie Dorothe, geb. Braun (1768–1850), einer Schwester der Mutter Speyerers.

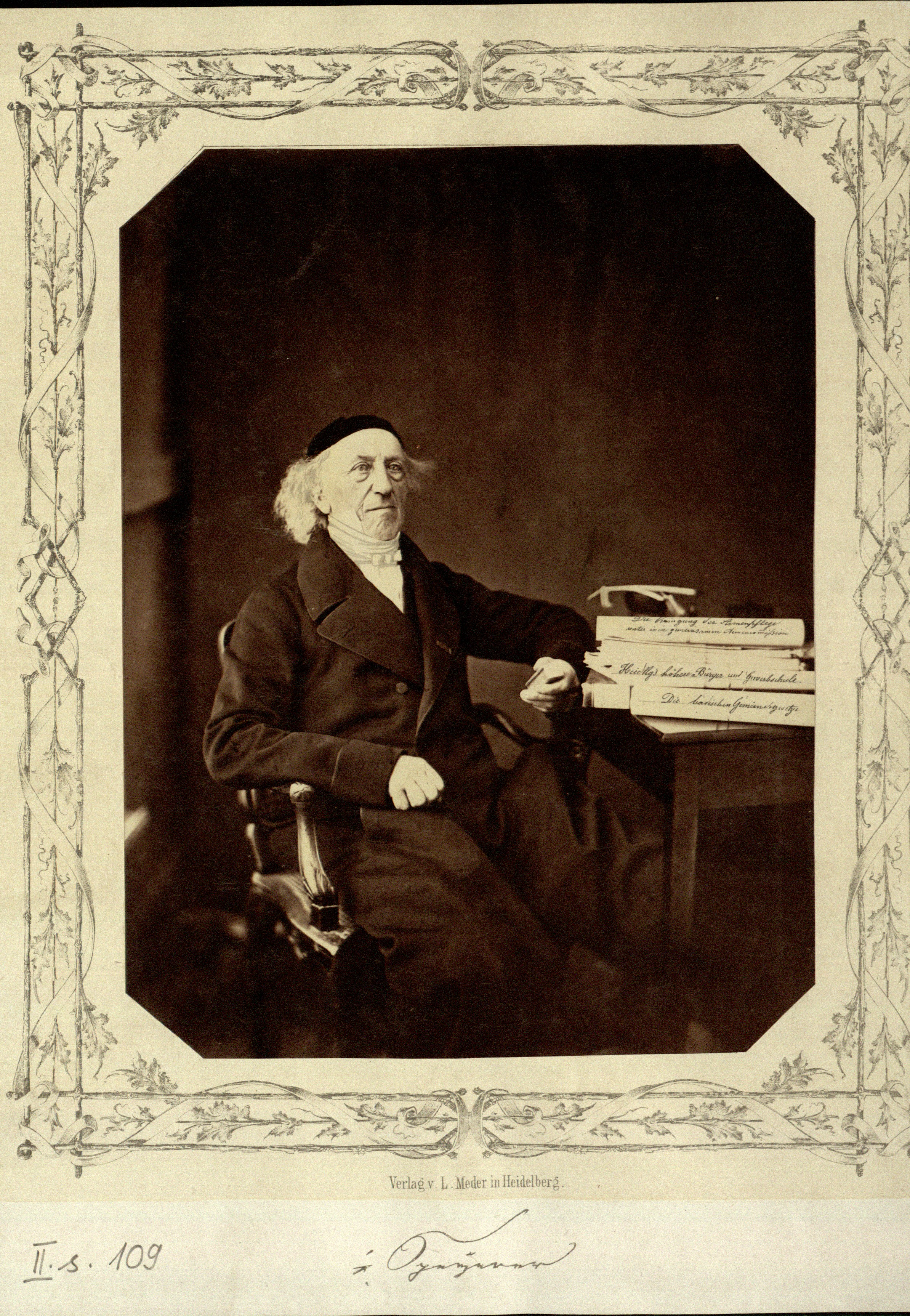
Jakob Wilhelm Speyerer. Auf dem Schreibtisch Akten zu seinen wichtigen politischen Projekten: „Vereinigung der Armenpflege unter einer gemeinsamen Armencommission“, „Heidelbergs höhere Bürger und Gewerbschule“, „Die badischen Gemeindegesetze“

### Wirken als Abgeordneter
In jungen Jahren begann Speyerer bereits sich politisch zu engagieren. 1815 war er einer der Unterzeichner einer Bittschrift zur Einführung einer badischen Ständeversammlung. 1822 wurde er erstmals im Wahlkreis 13 (Heidelberg) in die II. badische Kammer gewählt, schied jedoch 1823 bereits wieder aus, da er zu den Gegnern des Militäretatentwurfs gehört hatte, wegen deren Intervention die Kammer vorübergehend aufgelöst wurde. Erneut gewählt wurde er 1831 im Wahlkreis 32 (Wiesloch und Neckargemünd). Er gehörte dem Landtag wieder von 1831–1833, 1837–1838, 1839–1840, 1841, 1845–1846, 1847–1849, 1850–1851 und 1851–1852 an. Geprägt vom Gedankengut der südwestdeutschen Spätaufklärung, zählte er zum liberalen Flügel, beteiligte sich an Debatten zum Staatshaushalt, war Berichterstatter der Kommission der zweiten Kammer der Badischen Ständeversammlung zur Finanzierung des Eisenbahnbaus auf der Rheintalstrecke von Mannheim bis Basel und setzte sich im Rahmen der für eine Übergangszeit noch als notwendig erachteten monarchischen Staatsordnung für deren Umgestaltung von der absoluten zu einer konstitutionellen Monarchie ein. Nachdem dieses Ziel mit der Errichtung der Badischen Verfassung  von 1818 erreicht schien, kämpfte er für die Wahrung der Rechtsstaatlichkeit, für die durch die Karlsbader Beschlüsse bedrohte Pressefreiheit, für die Wahrung der Rechte der Abgeordneten und für die auch nach der Gemeindeordnung von 1831 immer wieder gefährdete Autonomie der Gemeinden, weil er auf der Ebene der kommunalen Selbstverwaltung sein Staatsideal bereits verwirklicht sah, nämlich des Staates als einer Institution zur Gestaltung der die Bürger unmittelbar betreffenden Angelegenheiten durch von diesen gewählte Vertreter ihres Vertrauens. Außerdem war ihm die Judenemanzipation ein wichtiges Anliegen. 1841 gab er aus Solidarität mit den liberalen Abgeordneten Joseph Ignatz Peter und Adolf Sander, den Betroffenen des Urlaubsstreits, sein Landtagsmandat zurück. Von 1845 bis 1850 für den Wahlkreis 29 (Bruchsal Land) und von 1851 bis 1852 für den Stadtwahlkreis 13 (Heidelberg) gewählt, gehörte er dann doch erneut der Zweiten Kammer der badischen Ständeversammlung an und befasste sich dort insbesondere wieder mit Haushaltsfragen.
1850 gehörte er für den Wahlkreis 11 (Bruchsal, Philippsburg, Wiesloch, Sinsheim, Neckarbischofsheim) dem Volkshaus des Erfurter Unionsparlaments an.

### Wirken als Erster Bürgermeister von Heidelberg

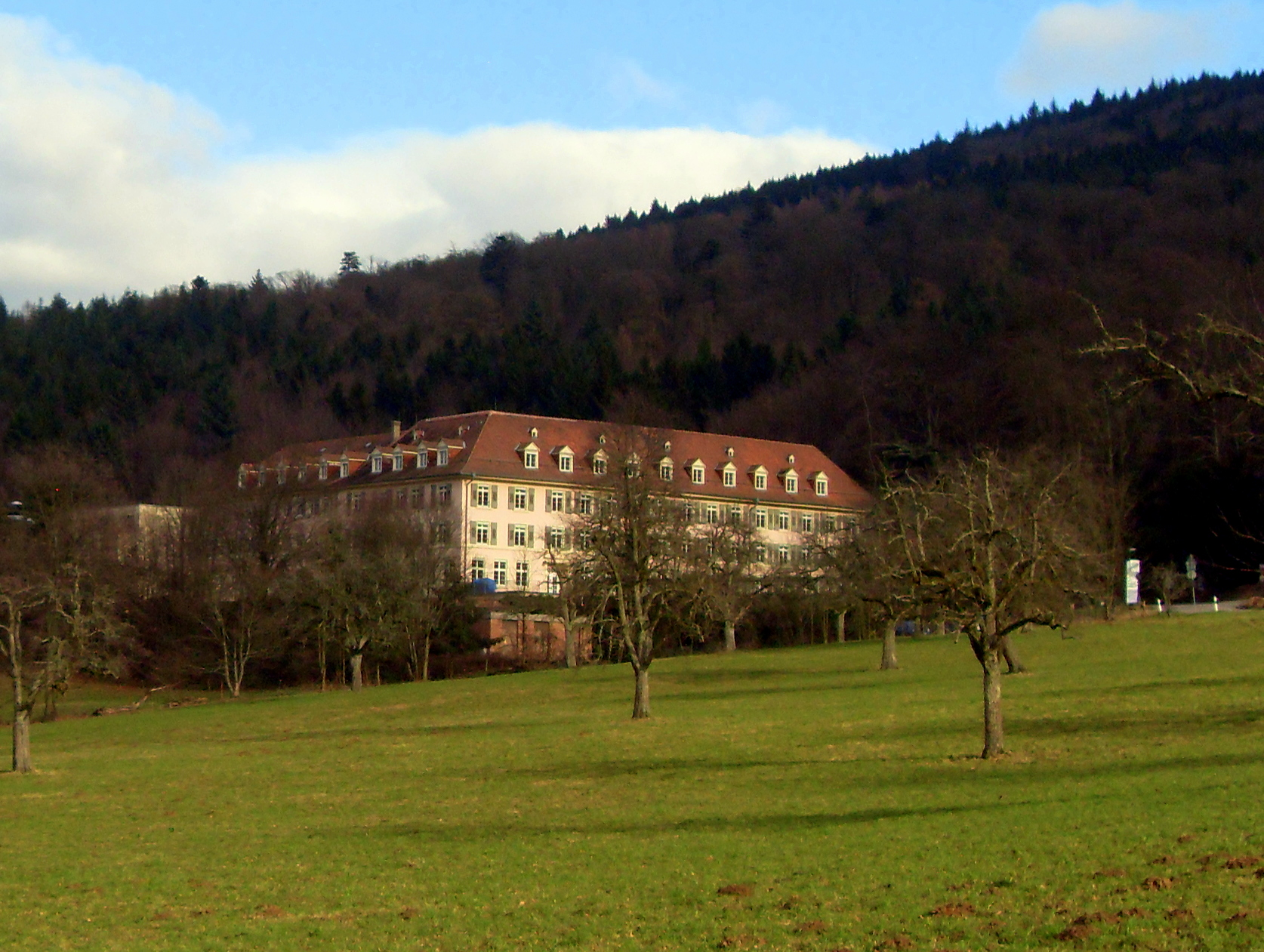
Heutiger Speyererhof auf dem Gaisberg, benannt nach Jakob Wilhelm Speyerer

1831 wurde er Zweiter Bürgermeister, von 1832 bis 1840 dann, als Nachfolger von Peter Lombardino, Erster Bürgermeister von Heidelberg. Dort machte er sich um die Ordnung der Finanzen, die ökonomische Infrastruktur durch Gründung der Heidelberger Sparkasse, um die Bildungsverhältnisse durch die Gründung der Höheren Bürgerschule und um die Organisation der Armenversorgung durch Bündelung der Aktivitäten in der Armencommission verdient. 1837 wurde er mit dem Ritterkreuz des Ordens vom Zähringer Löwen ausgezeichnet. Außerdem gehörte er ab jenem Jahr als Abgeordneter des Wahlkreises 13 (Heidelberg) auch wieder der zweiten Kammer der Badischen Ständeversammlung an. Nachdem ein erster Rücktritt vom Amt des Ersten Bürgermeisters wegen Auseinandersetzungen um die Belastung der Stadt mit Beiträgen zur Finanzierung der Staatspolizei 1839 noch hatte abgewendet werden können, wurde er 1840 zwar im Amt bestätigt, trat es aber wegen erneuter kommunalpolitischer Streitigkeiten mit der badischen Regierung, diesmal wegen staatlicher Eingriffe in Maßnahmen des Bürgermeisters bezüglich einer Truppeneinquartierung, nicht mehr an, da er durch diesen von ihm als widerrechtlich beurteilten Akt die durch die Gemeindeordnung von 1831 gesetzlich garantierte kommunale Autonomie in Frage gestellt sah und das Verhalten von Heidelberger Bürgern in der Angelegenheit als Illoyalität seiner Person gegenüber betrachtete. Sein Nachfolger wurde Georg Leonhard Ritzhaupt. Möglicherweise ist der im folgenden Jahr erfolgte Verkauf des Hausgrundstücks Neuenheimer Landstraße 8 an den damaligen zweiten Hauptlehrer der Höheren Bürgerschule und Universalhistoriker Georg Weber als demonstrativer Rückzug aus Heidelberg zu sehen. Zwar hatte er sich 1847 demonstrativ mit der Rückgabe des Ehrenbechers aus der Kommunalpolitik zurückgezogen, doch wurde er 1849 nach den Revolutionswirren des Vorjahres als Nachfolger des von der preußischen Militärregierung abgesetzten Christian Friedrich Winter nochmals zum Ersten Bürgermeister von Heidelberg, diesmal von der preußischen Militärregierung eingesetzt, und bekleidete das Amt wieder bis Herbst 1851. Die Bitte des erstmals seit der Revolution neugewählten Großen Bürgerausschusses, dem die Wahl des Bürgermeisters oblag, sein Amt weiterzuführen, lehnte er jedoch unwiderruflich ab. Sein Nachfolger wurde Ludwig Walz. Während seiner beiden Amtszeiten als Bürgermeister hatte Speyerer auch jeweils dem Verwaltungsrat der auf seine Initiative hin gegründeten Heidelberger Sparkasse sowie dem Inspektorat der von ihm ins Leben gerufenen Höheren Bürgerschule angehört.
Die noch von ihm während seiner letzten Amtsperiode angeregte Errichtung einer landwirtschaftlichen Kolonie mit Viehweiden, Fremdenheim und Gartenwirtschaft auf dem Gaisberg erfolgte 1853. Zu seinen Ehren wurde diese Speyerershof (heute, eigentlich fälschlich, meist Speyererhof) genannt.

### Autor einer religionskritischen Dichtung
Im Ruhestand verfasste er die Schrift Die Frucht meines Nachdenkens über den Glauben, eine in Versen abgefasste kritische Auseinandersetzung mit der Offenbarung und den Dogmen der christlichen Religion, in der er in der Nachfolge des Theologen und Philosophen David Friedrich Strauß und dessen Schrift Das Leben Jesu kritisch bearbeitet von 1835/36 ein von allen zu den Erfordernissen der Philosophie der Aufklärung im Widerspruch stehenden und mit den Erkenntnissen der modernen Wissenschaft unvereinbaren Elementen gereinigtes und so entmythologisiertes sowie auf die Ethik der Nächstenliebe als wesentlichen Kern reduziertes Christentum propagierte, dessen Begründer Jesus von Nazaret im Wesentlichen als moralisch vorbildlicher Mensch, nicht als Mensch gewordener und von den Toten auferstandener Gottessohn zu betrachten sei.

## Einsatz für die Judenemanzipation in Baden
Unter Ludwig Georg Winter als Innenminister und ab 1833 als leitendem Staatsminister hatte in Baden 1830 eine Periode liberaler Reformen begonnen, die bis zur Ernennung Friedrich von Blittersdorfs zum leitenden Staatsminister 1839 währte und von Speyerer lebhaft begrüßt wurde. Auf dem sogenannten Reformlandtag von 1831 wurde in diesem Zusammenhang unter anderem über Vorschläge der Regierung zur Verbesserung der Rechtsstellung der badischen Juden debattiert. Großen Einfluss gewann jedoch in dieser Situation der Heidelberger Theologe Heinrich Eberhard Gottlob Paulus mit einer judenfeindlichen Denkschrift Die jüdische Nationalabsonderung nach Ursprung, Folgen und Besserungsmitteln, die er als Diskussionsbeitrag eingereicht hatte und in der er, geschichtlich weit ausholend, die Sonderstellung der Juden als unüberwindlichen religions- und kulturgeschichtlichen Tatbestand darstellte, der jeder rechtlichen Gleichstellung der Juden entgegenstünde, zumindest solange diese nicht zu rückhaltloser Assimilation bereit seien. Dieser Argumentation trat Speyerer in der entscheidenden Sitzung der zweiten Kammer der badischen Ständeversammlung vom 3. Juni 1831 als einziger Abgeordneter entschieden entgegen. Zur Begründung seines Auftretens als Redner gerade bei diesem Anlass wies er darauf hin, er könnte es sich nicht „verzeihen, wenn irgend etwas mich abhalten könnte, meine Überzeugung auszusprechen über einen Gegenstand, der so viele Gegner hat, wenn es einen Theil unserer Mitbürger berührt, der von dieser Versammlung ausgeschlossen ist.“ Die Ursachen für die mangelnde wirtschaftliche und soziale Integration der Juden suchte er nicht wie Paulus in deren Zugehörigkeit zu einer „fremde[n] Nation“ und deren aus fernster Vergangenheit herrührender Tradition, sondern vielmehr „in dem unerhörten Drucke vergangener Jahrhunderte bis in unsere Zeit hinein“. „Auch die höchste Gelehrsamkeit“ habe Paulus „vor dem Irrthume nicht sicher [ge]stellt, der die Schuld der Unterdrücker auf die Unterdrückten wälzt“. Von dem angesichts der Stimmung des Hauses erkennbaren Mangel jeglicher Erfolgschancen unbeeindruckt, forderte Speyerer daher aus tiefer Überzeugung die Anerkennung des Prinzips der Religionsfreiheit und der religiösen Toleranz und demzufolge, als erster badischer Abgeordneter überhaupt, die vollständige rechtliche Gleichstellung der Juden und deren Anerkennung als „Mitbürger“, die sie „sind und seyn wollen.“ Er berief sich dabei auf den aufgeklärten Geist Großherzog Karl Friedrichs von Baden und dessen Judenediktes von 1809: „Offenbar im Irrthum ist jener schon erwähnte gelehrte Mann, wenn er wähnt, daß es sich heute noch um die Frage handelt, ob den Juden überhaupt staatsbürgerliche Rechte  eingeräumt werden sollen oder nicht. Ihnen, meine Herren, ist bekannt, daß sie sie aus den Händen eines weisen Fürsten unseres Vaterlandes längst empfangen haben. Es bleibt lediglich noch übrig, ihre Fähigkeit auszusprechen, wenn das Vertrauen ihrer Mitbürger sie an ihre Spitze ruft.“ Nach dem Scheitern seines Antrages, der lediglich von einem einzigen Abgeordneten, Albert Ludwig Grimm aus Weinheim, unterstützt wurde, konnte Speyerer erst volle 31 Jahre später, 1862, erleben, dass die 1809 bereits in die Wege geleitete, dann aber in wesentlichen Teilen wieder zurückgenommene rechtliche Gleichstellung der Juden Badens nach einem mühsamen Prozess mit vielerlei Rückschlägen endlich wenigstens weitestgehend und vollständig dann weitere neun Jahre später, nach der Reichsgründung, mit der Verfassung des Deutschen Reiches von 1871 verwirklicht wurde, die keinerlei Sonderregelungen für Juden mehr enthielt.

## Nachkommen
Zwei Söhne aus der Ehe mit Justine Dorothea Werle starben bereits im Kindesalter. Von den drei Töchtern heirateten zwei, die älteste, Emma (1820–1850), und nach deren frühem Tod die jüngste der Schwestern, Elise (1827–1908), den praktischen Arzt Geheimen Hofrat Eduard Meier (1814–1893) aus Karlsruhe, Sohn des Generalstabsarztes Wilhelm Meier (1785–1853) und Enkel des Wirklichen Geheimen Rats Emanuel Meier, die mittlere, Marie Friederike (1824–1886), den Oberamtsrichter Friedrich Nebenius (1815–1888) aus Karlsruhe.

## Werke und Schriften
Nachstehend die publizierten Werke und Schriften. Zu weiteren, noch unveröffentlichten Schriften vgl. Gereon Becht-Jördens: Eine Kindheit auf dem Haarlaß bei Heidelberg (s. unten Literatur) S. 209f.
- [Plädoyer für die uneingeschränkte Gleichstellung der Juden auf der 32. Sitzung der Zweiten Kammer der Badischen Ständeversammlung vom 3. Juni 1831 (zum Vortrag des Berichts der Petitionscommission über die Verhältnisse der Israeliten)], ediert von Gereon Becht-Jördens: Eine Kindheit auf dem Haarlaß bei Heidelberg, dem Anwesen des Heidelberger Bürgermeisters und Abgeordneten der badischen Ständeversammlung Jacob Wilhelm Speyerer (1789–1876). In: Hermann Wiegand, Hiram Kümper, Jörg Kreuz (Hrsg.): Reformation – Aufklärung – Revolution – Emanzipation. Beiträge zur Kultur-, politischen Ideen- und südwestdeutschen Landesgeschichte. Festschrift für Wilhelm Kreutz zum 70. Geburtstag. Verlag Regionalkultur, Ubstadt-Weier u. a. 2020, S. 204–206, vgl. ebd. S. mit Anm. 11 f. (zuerst in: Verhandlungen der Stände-Versammlung des Großherzogthums Baden im Jahre 1831 enthaltend die Protocolle der zweiten Kammer mit deren Beilagen von ihr selbst amtlich herausgegeben, Heft 8 zwei und dreißigste bis vier und dreißigste öffentliche Sitzung. Verlag der G. Braunschen Hofbuchhandlung, Karlsruhe [1831], S. 28–31 ).
- Vortrag von Bürgermeister Speyerer über den Uebergang der Armenverwaltung an die Politische Gemeinde. Prahl, Heidelberg 1838.
- Empfehlungsschreiben des Gemeinderats, respektive Bürgermeister Jakob Wilhelm Speyerer (sic), [für die Anstellung Georg Webers als zweiter Hauptlehrer an der Höheren Bürgerschule Heidelberg]. In: Franz Werner: Georg Weber (s. unten Literatur) S. 577–579.
- Commissions-Bericht über das Finanzgesetz zur Deckung der Baukosten einer Eisenbahn von Mannheim bis an die Schweizergränze bei Basel, erstattet von dem Abg. Speyerer. In: Verhandlungen der Ständeversammlung des Großherzogthums Baden am außerordentlichen Landtage 1838. Enthaltend die Protocolle der zweiten Kammer mit deren Beilagen von ihr selbst amtlich herausgegeben, Karlsruhe 1838, Beilagen, welche den Protocollen nicht unmittelbar beigedruckt sind, S. 109–123 (Anhang mit eigener Paginierung!): Beilage Nr. 3 zum Protocoll der 5. öffentlichen Sitzung vom 5. März 1838. Speyerers Commissionsbericht über das Finanzgesetz zur Deckung der Baukosten einer Eisenbahn
- Brief von Herrn J. W. Speyerer an den Verfasser der vorstehenden Briefe [Adolph Zimmern][23], mit der Erlaubnis, ihn hier einreihen zu dürfen, Haarlaß bei Heidelberg, 6. Mai 1862. In: [Adolph Zimmern]: Stimmen aus Baden über den preußisch-französischen Handelsvertrag. Adolph Emmerling’sche Universitätsbuchhandlung, Heidelberg 1862, S. 22–28. .
- Die Frucht meines Nachdenkens über den Glauben, als Lieblingsbeschäftigung im Hohen Lebensalter in gebundene Form übertragen. Seiner Familie und lieben Freunden gewidmet. G. Mohr (in Kommission), Heidelberg. 1872.